# آکاتیزیا
بی‌قراری حرکتی یا آکاتیزیا (به انگلیسی: Akathisia) نشانگانی است که با  ناتوانی در ثابت نشستن یا ایستادن و بهتر شدن با حرکت به این سو و آن سو مشخص می‌شود. این حالت در زنان بیشتر از مردان است.
بی‌قراری حرکتی یک احساس ذهنی است که با نیاز قابل توجه به حرکت دائم تظاهر می‌کند، ممکن است به‌عنوان عوارض خارج هرمی در درمان درازمدت با داروهای آنتی‌سایکوتیک مشاهده شود. ممکن است با آژیتاسیون سایکوتیک اشتباه شود.